# Dragitsjevo
Dragitsjevo (Bulgaars: Драгичево) is een dorp in het westen van Bulgarije, gelegen in de gemeente Pernik in de oblast Pernik. Het dorp ligt ongeveer 9 km ten zuidwesten van de stad Pernik en 17 km ten zuidoosten van de hoofdstad Sofia.

## Bevolking
In de eerste volkstelling van 1934 registreerde het dorp 919 inwoners. Dit groeide tot een officiële hoogtepunt van 2.267 inwoners in 1975. Sindsdien neemt het inwonersaantal af. Op 31 december 2019 telde het dorp 1.932 inwoners.
Van de 2.121 inwoners reageerden er 2.054 op de optionele volkstelling van 2011. Van deze 2.054 respondenten identificeerden 2.020 personen zichzelf als etnische Bulgaren (98,3%), gevolgd 27 etnische Roma (1,3%).
Van de 2.121 inwoners in februari 2011 werden geteld, waren er 268 jonger dan 15 jaar oud (12,6%), gevolgd door 1.378 personen tussen de 15-64 jaar oud (65%) en 475 personen van 65 jaar of ouder (22,4%).